# George Oppenheimer
George Seligman Oppenheimer (New York, 7 febbraio 1900 – 14 agosto 1977) è stato uno sceneggiatore, commediografo e giornalista statunitense.

## Carriera
Nel 1925, Oppenheimer co-fondò la The Viking Press, ma essendo più interessato alla scrittura che all'editoria, iniziò la sua carriera come sceneggiatore a Hollywood nel 1933, quando venne assunto per completare la sceneggiatura della commedia prodotta da Samuel Goldwyn Il museo degli scandali (1933). Per il resto del decennio lavorò presso la Metro-Goldwyn-Mayer, spesso in qualità di revisore degli script esistenti.
I suoi contributi alla critica teatrale vennero riconosciuti dal  Newsday George Oppenheimer Award, assegnato ogni anno dal 1979 al 2007 alla migliore produzione debuttante a New York da un drammaturgo americano per un'opera non musicale.
Oppenheimer si diplomò al Williams College e studiò all'Università di Harvard con George Pierce Baker. Entrò nel Newsday nel 1955 per scrivere la colonna settimanale "On Stage", venendo nominato critico nel 1963 e critico drammatico della domenica nel 1972.

## Vita privata
Oppenheimer era omosessuale e non si sposò mai. Ebbe soltanto come partner sessuale occasionale il giovane Harry Hay, incontrato durante un battuage all'Hollywood Boulevard.

## Filmografia
- 1936: Libeled Lady
- 1937: La fine della signora Cheyney
- 1937: Un giorno alle corse
- 1938: Three Loves Has Nancy
- 1938: The Crowd Roars
- 1938: Un americano a Oxford
- 1938: Paradiso per tre
- 1940: Balla con me
- 1940: Ti amo ancora
- 1941: Non tradirmi con me
- 1942: The War Against Mrs. Hadley
- 1948: Le avventure di Don Giovanni

## Pubblicazioni
- The Passionate Playgoer. A Personal Scrapbook, 1958 (editor)
- The View from the Sixties: Memories of a Spent Life, 1966

## Riconoscimenti
- 1943 – Candidatura alla migliore sceneggiatura originale per The War Against Mrs. Hadley[5]